# Stará Kremnička
Stará Kremnička é um município da Eslováquia localizado no distrito de Žiar nad Hronom, região de Banská Bystrica.

## Demografia
| Ano:        | 1994 | 2004    | 2014   | 2024   |
| ----------- | ---- | ------- | ------ | ------ |
| Broj ljudi: | 943  | 1079    | 1097   | 1100   |
| Razlika:    |      | +14,42% | +1,66% | +0,27% |

| Ano:               | 2023 | 2024   |
| ------------------ | ---- | ------ |
| Número de pessoas: | 1118 | 1100   |
| Diferença:         |      | -1,61% |